# Paul Logan
Paul D. Logan es un coronel destacado en el Quartermaster Corps (cuerpo de logística) del ejército de los Estados Unidos durante la Segunda Guerra Mundial.
Es conocido por haber desarrollado durante los años cuarenta una ración de combate que se acabó denominando la «Logan Bar», o Ration D bar, que consistía en una ración de chocolate elaborada por la compañía chocolatera Hershey's.